# Sugathakumari

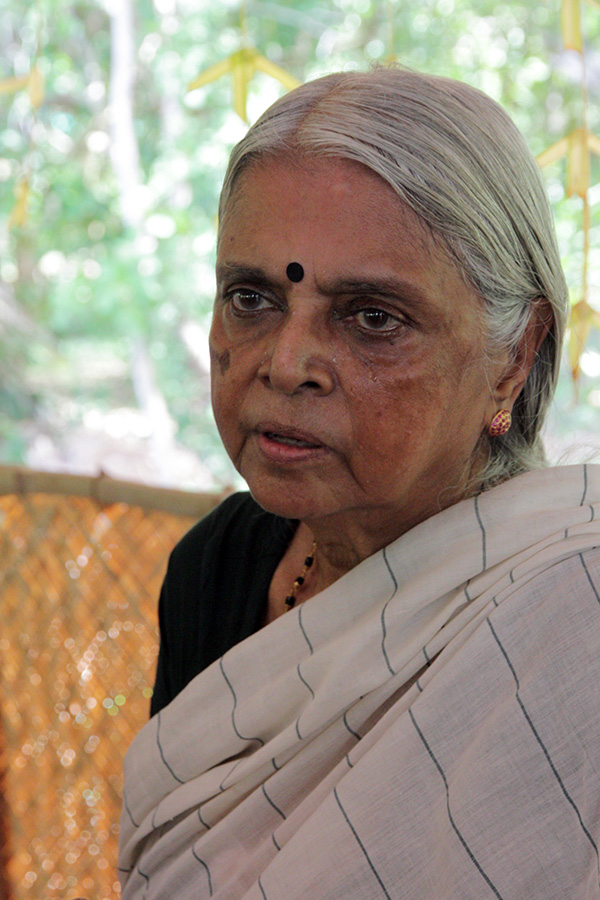
Sugathakumari (2012)

Sugathakumari (Malayalam സുഗതകുമാരി; geb. 22. Januar 1934 in Aranmula, Travancore; gest. 23. Dezember 2020 in Thiruvananthapuram) war eine indische in Malayalam schreibende Dichterin sowie Umweltschutz- und Frauenrechts-Aktivistin, die vor allem im Bundesstaat Kerala tätig war.

## Herkunft und Ausbildung
Sugathakumari kam 1934 in Aranmula im Königreich Travancore zur Welt, das heute zum südindischen Bundesstaat Kerala gehört. Ihr Vater Keshava Pillai, bekannt als Bodheswaran, war ein berühmter Denker und Schriftsteller aus dem Umfeld von Mahatma Gandhi, der am Unabhängigkeitskampf des Landes beteiligte. Ihre Mutter V. K. Karthiyayini Amma war eine bekannte Gelehrte und Sanskrit-Lehrerin. Sugathakumari hatte eine ältere Schwester namens Hrdayakumari und eine jüngere Schwester namens Sujatha Devi, die beide auf literarischem Gebiet brillierten. Sugathakumari schloss nach ihrem Grundstudium am University College in Thiruvananthapuram 1955 ihr Masterstudium in Philosophie am Government College for Women ebenfalls in Thiruvananthapuram ab. Anschließend forschte sie drei Jahre lang zum Thema „Vergleichende Untersuchung des Konzepts von Moksha in indischen Philosophieschulen“, schloss aber ihre Abschlussarbeit nicht ab. Neben ihrem Studium war Sugathakumari von 1959 bis 1962 stellvertretende Landespräsidentin der Kerala Students Union (KSU).

## Literarische Karriere

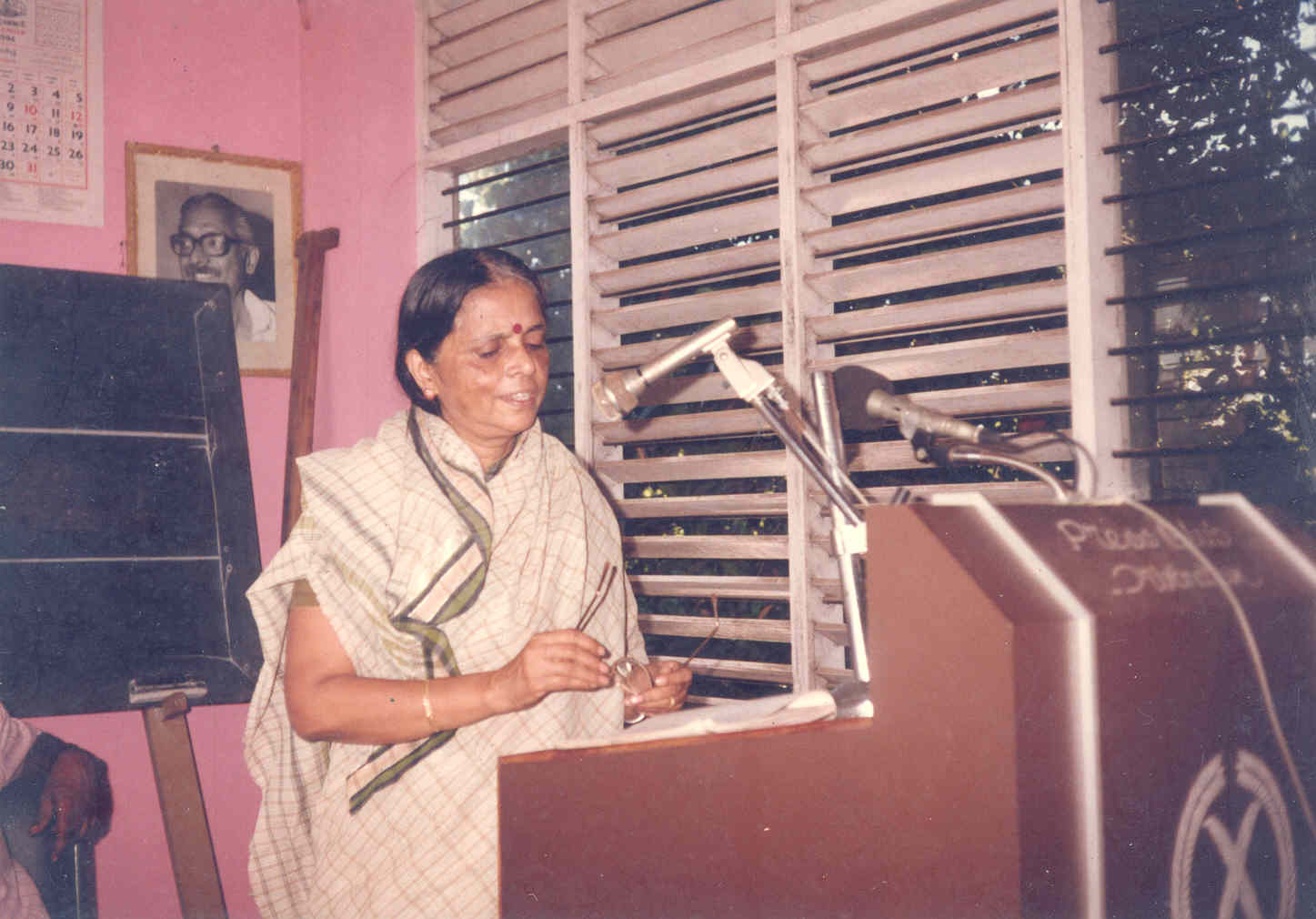
Sugathakumari bei der Verleihung des Fokkana Award in Thiruvananthapuram (1994)

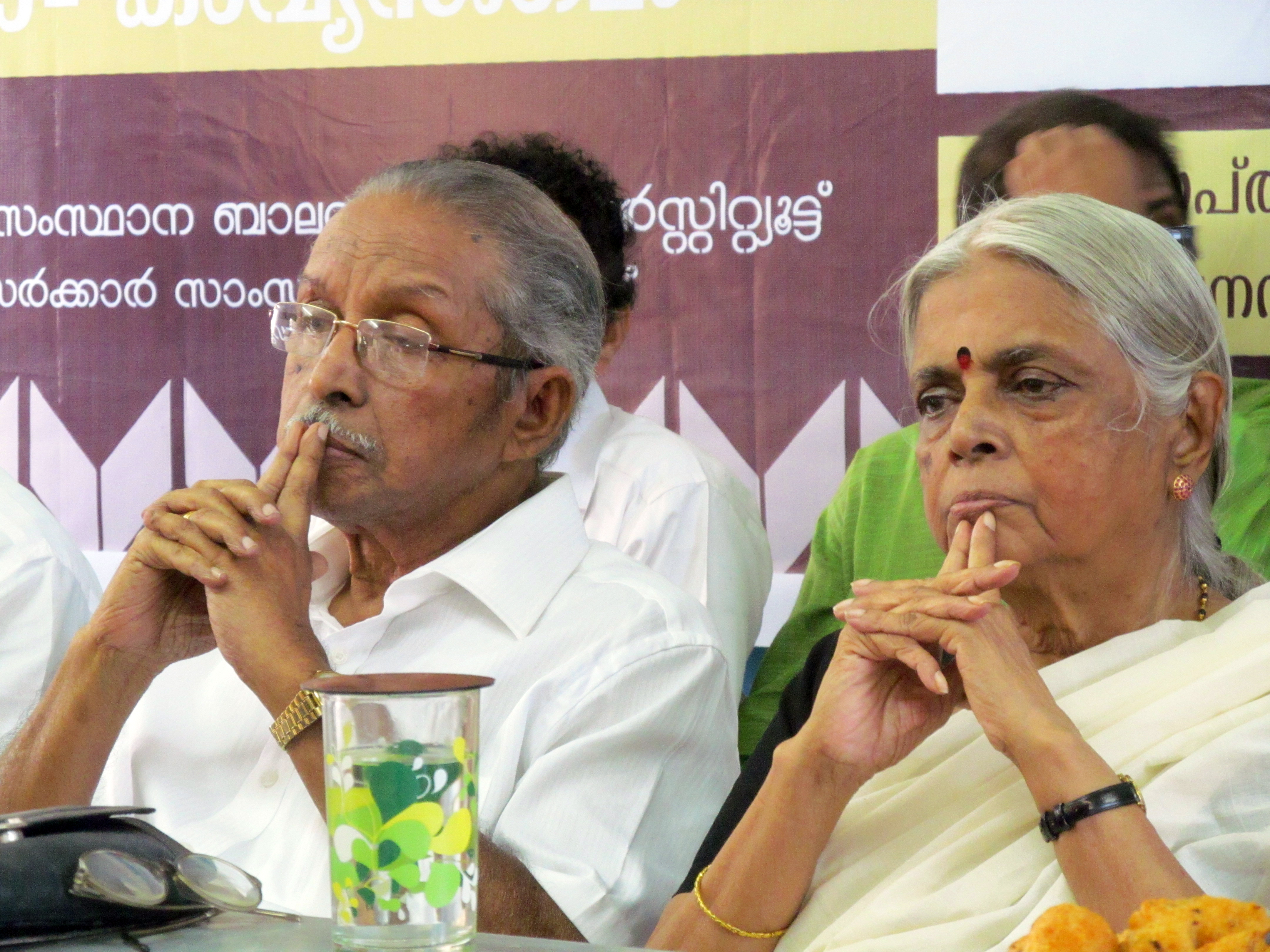
Sugathakumari mit dem Schriftsteller O. N. V. Kurup (2013)

Sugathakumaris erstes Gedicht, das sie 1957 unter einem Pseudonym in einer Wochenzeitschrift veröffentlichte, erregte große Aufmerksamkeit. 1968 gewann Sugathakumari den Kerala Sahitya Akademi Award for Poetry für ihr Werk „Pathirappookal“ [dt.: Blumen der Mitternacht]. Raathrimazha [dt.: Nachtregen] gewann 1978 den Kendra Sahitya Academy Award. Sugathakumaris frühere Gedichte handeln meist von der tragischen Suche nach Liebe und gelten als lyrischer als ihre späteren Werke, in denen sie ruhige, lyrische Sensibilität durch zunehmend feministische Reaktionen auf soziale Unruhen und Ungerechtigkeit ersetzt. Auch Umweltthemen und andere zeitgenössische Probleme werden in ihrer Poesie scharf dargestellt.
Sugathakumari gilt als eine der sensibelsten und philosophischsten zeitgenössischen Malayalam-Autoren. Ihre Gedichte schöpften aus ihrer Traurigkeit. In einem Interview sagte sie: „Ich wurde zum Schreiben hauptsächlich durch meine emotionalen Erschütterungen inspiriert; nur wenige meiner Gedichte kann man als fröhlich bezeichnen. Aber in diesen Tagen habe ich das Gefühl, dass ich mich langsam von all dem entferne und in eine Welt laufe, die sinnlos oder bedeutungslos ist“. Zu Sugathakumaris bekanntesten Werken zählen Raathrimazha, Ambalamani und Manalezhuthu. Sugathakumari schrieb auch Kinderliteratur und erhielt 2008 den vom Staatlichen Institut für Kinderliteratur gestifteten Preis für ihr kinderliterarisches Lebenswerk. Sie übersetzte auch viele Werke ins Malayalam.
Sie war Rektorin des Kerala State Jawahar Balabhavan in Thiruvananthapuram. außerdem Gründerin und Chefredakteurin von „Thaliru“, einer Kinderzeitschrift, die vom Kerala State Institute of Children's Literature herausgegeben wurde.

## Gesellschaftliches Engagement

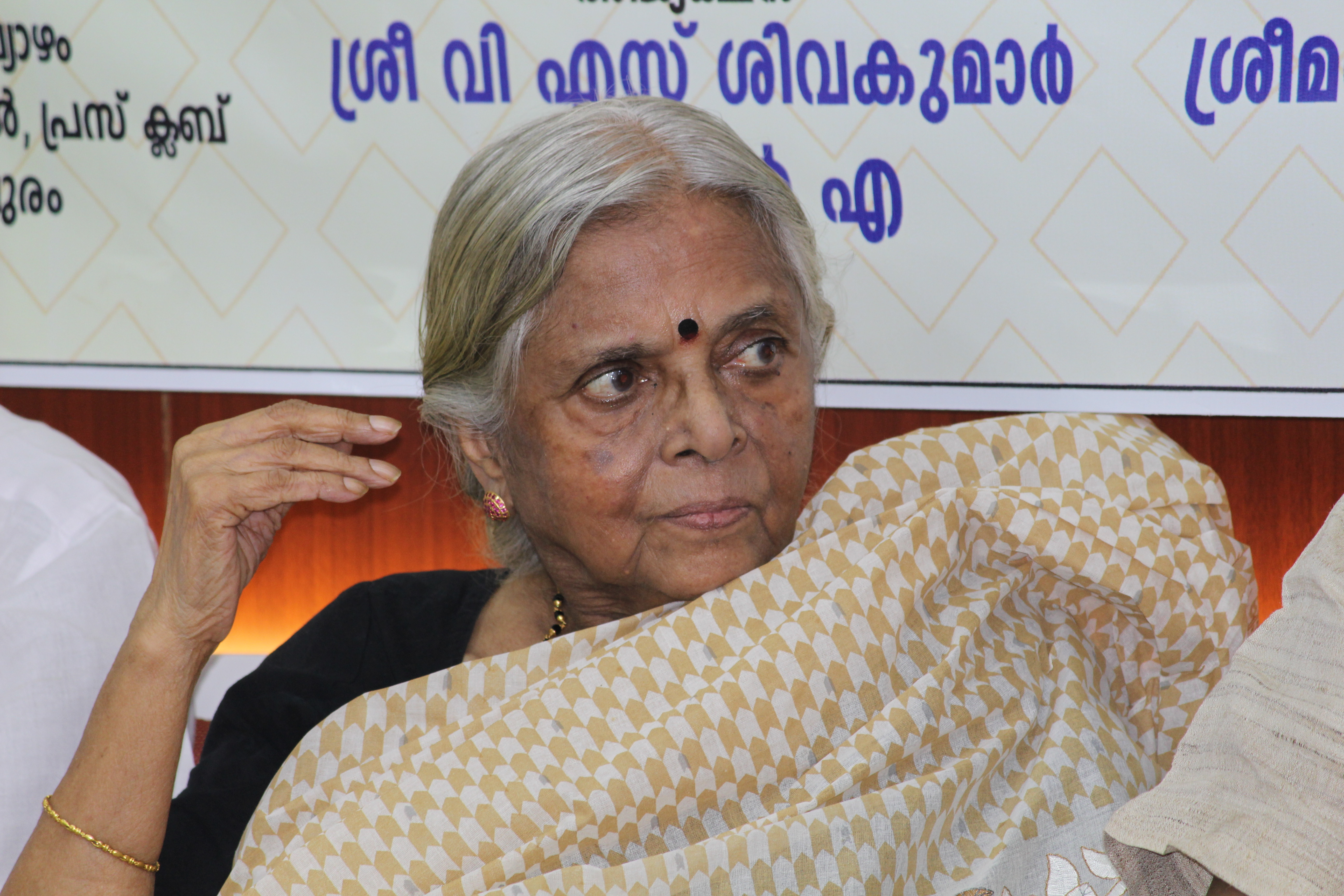
Sugathakumari (2017)

Sugathakumari war engagierte Umweltschützerin und langjährig Sekretärin der Society for Conservation of Nature in Thiruvananthapuram. In den späten 1970er Jahren leitete sie eine erfolgreiche landesweite Bewegung namens Save Silent Valley, um einige der ältesten natürlichen Wälder des Landes, den Silent Valley National Park in Kerala, vor dem Untergang durch ein geplantes Wasserkraftprojekt zu retten. Ihr Gedicht Marathinu Stuthi [dt.: Ode an einen Baum] wurde zum Symbol für den Protest der intellektuellen Gemeinschaft und war das Eröffnungslied der meisten Kampagnentreffen von Save Silent Valley. Sie war die Gründungssekretärin der Naturschutz-Organisation Prakrithi Samrakshana Samithi. Sie engagierte sich auch aktiv in verschiedenen Frauengruppen der 1970er Jahre und war Vorsitzende der Frauenkommission des Staates Kerala.
Sugathakumari gründete auch Abhaya [dt.: Zuflucht], eine Organisation, die weiblichen psychisch Kranken Unterschlupf gewährt, da sie über die Bedingungen in der staatlichen Nervenheilanstalt in Thiruvananthapuram entsetzt war.
Sugathakumari erhielt den Bhattia Award für Sozialwissenschaften, den Sacred Soul International Award, den Lakshmi Award für soziale Dienste und den ersten Indira Priyadarshini Vriksha Mitra Award der indischen Regierung für ihre Bemühungen im Umweltschutz und in der Aufforstung.

## Privatleben
Sugathakumaris Ehemann K. Velayudhan Nair, der 2003 starb, war ein Pädagoge und Schriftsteller, der auf Erziehungs-Psychologie spezialisiert war. Sie hatten eine Tochter, Lekshmi Devi. Sugatakumaris ältere Schwester Hridayakumari war Literaturkritikerin, Autorin und Pädagogin. Ihre jüngere Schwester B. Sujatha Devi war ebenfalls Schriftstellerin. Die Regierung von Kerala erklärte Sugathakumaris Herkunftshaus, Vazhuvelil Tharavadu, an ihrem 84. Geburtstag zum geschützten Denkmal.
Sugathakumari starb 2020 in Thiruvananthapuram während der Pandemie an den Folgen einer SARS-CoV-2-Infektion, dreißig Tage vor ihrem 87. Geburtstag. Sie wurde am selben Tag mit allen staatlichen Ehren im Krematorium Santhikavadam in Thiruvananthapuram eingeäschert.

## Veröffentlichungen
- Mutthuchippi [dt.: Perle und Auster] (1961)[24]
- Pathirappookkal [dt.: Mitternachtsblumen] (1967)
- Paavam Pavam Manava Hrudayam [dt.: Armes menschliches Herz] (1968)[25]
- Pranamam [dt.: Gruß] (1969)[26]
- Irul Chirakukal [dt.: Die Flügel der Dunkelheit] (1969)[27]
- Raathrimazha [dt.: Nachtregen] (1977)[28]
- Ambalamani [dt.: Tempelglocke] (1981)[29]
- Kurinjippookkal [dt.: Kurinji-Blumen] (1987)[30]
- Thulaavarshappacha [dt.: Das Monsungrün] (1990)[31]
- Radhayevide? [dt.: Wo ist Radha?] (1995)[32]
- Devadasi (1998)[33]
- Manalezhuthu [dt.: Das Schreiben in den Sand] (2006)[34]
- Abhisarika[35]
- Sugathakumariyude Kavithakal [dt.: Sugathakumaris Gedichte] (2006)[36]
- Krishnakavithakal [dt.: Krishna-Gedichte] (2008)[37]
- Megham Vannu Thottappol [dt.: Als die Wolke kam] (2010)[38]
- Poovazhi Maruvazhi [dt.: Blume ist der andere Weg][39]
- Kaadinu Kaaval [dt.: Den Wald bewachen][40]
- Was habt ihr meiner Welt angetan?, Übersetzung von Annakutty Valiamangalam K.-Findeis, Heidelberg, Draupadi Verlag, 2020, ISBN 978-3-945191-54-5

## Auszeichnungen